# Ban Nội chính Trung ương Đảng Cộng sản Việt Nam
Ban Nội chính Trung ương Đảng Cộng sản Việt Nam là cơ quan tham mưu, giúp việc của Ban Chấp hành Trung ương, trực tiếp và thường xuyên là Bộ Chính trị, Ban Bí thư về chủ trương và các chính sách lớn thuộc lĩnh vực nội chính, phòng, chống tham nhũng và cải cách tư pháp; đồng thời là cơ quan chuyên môn, nghiệp vụ về công tác nội chính của Đảng, cơ quan thường trực của Ban Chỉ đạo Trung ương về phòng, chống tham nhũng và Ban Chỉ đạo Cải cách tư pháp Trung ương. Ban được hợp nhất về Văn phòng Trung ương Đảng tháng 5 năm 2007 và được lập lại theo Quyết định số 158-QĐ/TW của Bộ Chính trị ngày 28 tháng 12 năm 2012. Hiện tại ban có 146 thành viên, Trưởng ban hiện nay là ông Phan Đình Trạc.

## Lịch sử
Ban này được thành lập lần đầu ngày 05 tháng 1 năm 1966 với tên gọi ban đầu là Ban Pháp chế Trung ương.
Ngày 23 tháng 12 năm 1991, Ban Nội chính lại được giao chức năng, nhiệm vụ mới theo Quyết định số 17-QĐ/TW, do Ủy viên Bộ Chính trị Đào Duy Tùng ký, theo đó "Đặc biệt, đối với một số vụ án quan trọng có ảnh hưởng chính trị rộng hoặc có liên quan đến cán bộ cao cấp mà Bộ Chính trị, Ban Bí thư cần cho phương hướng chỉ đạo thì Ban Nội chính Trung ương có trách nhiệm theo dõi, chuẩn bị ý kiến đề xuất; đồng thời giúp Bộ Chính trị, Ban Bí thư bảo đảm sự lãnh đạo của Đảng ở các ngành: kiểm sát, toà án, tư pháp, thanh tra, hải quan, trọng tài kinh tế nhà nước, Hội luật gia…". Sau vụ án Năm Cam, Ban này được hợp nhất về Văn phòng Trung ương Đảng tháng 5 năm 2007.
Quyết định tái thành lập Ban Nội chính Trung ương và Ban Kinh tế Trung ương và chỉ định chức vụ Trưởng ban được Bộ Chính trị ra quyết định từ ngày 28 tháng 12 năm 2012 và được chính thức công bố ngày 2 tháng 1 năm 2013.

## Cơ cấu tổ chức khóa XIII

### Trưởng ban
- Phan Đình Trạc, Ủy viên Bộ Chính trị, Bí thư Trung ương Đảng, Phó Trưởng ban thường trực Ban Chỉ đạo Trung ương về phòng, chống tham nhũng, lãng phí, tiêu cực[4], Phó Trưởng ban thường trực Ban Chỉ đạo Cải cách tư pháp Trung ương.

### Phó Trưởng ban
1. Võ Văn Dũng, Ủy viên Trung ương Đảng, Phó Trưởng ban thường trực
2. Nguyễn Hữu Đông, Ủy viên Trung ương Đảng[5]
3. Bùi Văn Nghiêm, Ủy viên Trung ương Đảng
4. Lê Hồng Quang, Ủy viên Trung ương Đảng[6]
5. Nguyễn Thanh Hải[7]
6. Đặng Văn Dũng[8]

### Các vụ và đơn vị trực thuộc
- Vụ Tham mưu xử lý vụ án, vụ việc
- Vụ Pháp luật
- Vụ Nghiên cứu tổng hợp
- Vụ Theo dõi công tác phòng, chống tham nhũng, lãng phí, tiêu cực
- Vụ Cơ quan nội chính
- Vụ Cải cách tư pháp.
- Vụ Địa phương I
- Vụ Địa phương II
- Vụ Địa phương III
- Văn phòng Ban

## Lãnh đạo qua các thời kỳ
| STT | Tên               | Chức vụ          | Giai đoạn | Ghi chú                 |
| --- | ----------------- | ---------------- | --------- | ----------------------- |
| 1   | Trường Chinh      | Trưởng ban       |           | Uỷ viên Bộ Chính trị    |
| 2   | Lê Đức Thọ        | Trưởng ban       |           | Uỷ viên Bộ Chính trị    |
| 3   | Võ Văn Kiệt       | Trưởng ban       |           | Uỷ viên Bộ Chính trị    |
| 4   | Trần Quốc Hoàn    | Trưởng ban       | 1976–1979 | Bí thư Trung ương Đảng  |
| 5   | Lê Quốc Thân      | Trưởng ban       | 1979–1982 | Uỷ viên Trung ương Đảng |
| 6   | Trần Quốc Hương   | Trưởng ban       | 1986–1991 | Bí thư Trung ương Đảng  |
| 7   | Lê Đức Bình       | Trưởng ban       | 1991–1996 | Uỷ viên Trung ương Đảng |
| 8   | Trương Vĩnh Trọng | Trưởng ban       | 2001–2006 | Bí thư Trung ương Đảng  |
| 9   | Nguyễn Bá Thanh   | Trưởng ban       | 2013–2015 | Uỷ viên Trung ương Đảng |
| 9   | Phan Đình Trạc    | Quyền trưởng ban | 2015–2016 | Uỷ viên Trung ương Đảng |
| 9   | Phan Đình Trạc    | Trưởng ban       | 2016–2017 | Uỷ viên Trung ương Đảng |
| 9   | Phan Đình Trạc    | Trưởng ban       | 2017–2021 | Bí thư Trung ương Đảng  |
| 9   | Phan Đình Trạc    | Trưởng ban       | 2021–nay  | Ủy viên Bộ Chính trị    |

## Chức năng, nhiệm vụ
- Tháng 1 năm 2020, Bộ Chính trị ra Quyết định số 216-QĐ/TW [9] thay thế Quyết định năm 2012. Theo đó, chức năng của Ban Nội chính chuyển từ "cơ quan tham mưu" thành "cơ quan chuyên môn, nghiệp vụ" về công tác nội chính của Đảng Cộng sản Việt Nam, cơ quan thường trực của Ban Chỉ đạo Trung ương về phòng, chống tham nhũng, tiêu cực Đảng Cộng sản Việt Nam và Ban Chỉ đạo Cải cách Tư pháp Trung ương Đảng Cộng sản Việt Nam.[10]
- Tháng 12 năm 2024, Bộ Chính trị ra Quyết định số 215-QĐ/TW thay thế Quyết định năm 2020. Ban Nội chính Trung ương có chức năng là cơ quan tham mưu, giúp việc của Ban Chấp hành Trung ương Đảng, trực tiếp và thường xuyên là Bộ Chính trị, Ban Bí thư về chủ trương và các chính sách lớn thuộc lĩnh vực nội chính, phòng chống tham nhũng, lãng phí, tiêu cực và cải cách tư pháp. Đồng thời là cơ quan chuyên môn, nghiệp vụ về công tác nội chính của Đảng, cơ quan thường trực của Ban Chỉ đạo Trung ương về phòng, chống tham nhũng, lãng phí, tiêu cực và Ban Chỉ đạo cải cách tư pháp Trung ương.[11]
- Ban Nội chính Trung ương có nhiệm vụ:

(1) Nghiên cứu, tham mưu; 
(2) Hướng dẫn, kiểm tra, giám sát; 
(3) Thẩm định: Thẩm định hoặc tham gia ý kiến đối với các đề án, các chủ trương thuộc lĩnh vực nội chính, phòng, chống tham nhũng, lãng phí, tiêu cực và cải cách tư pháp trước khi trình Bộ Chính trị, Ban Bí thư; 
(4) Tham gia về công tác tổ chức, cán bộ; 
(5) Thực hiện nhiệm vụ, quyền hạn Cơ quan Thường trực của Ban Chỉ đạo Trung ương về phòng, chống tham nhũng, lãng phí, tiêu cực, Cơ quan Thường trực của Ban Chi đạo Cải cách tư pháp Trung ương theo quy định của Bộ Chính trị, Quy chế làm việc của Ban Chỉ đạo Trung ương về phòng, chống tham nhũng, lãng phí, tiêu cực và Ban Chỉ đạo Cải cách tư pháp Trung ương; 
(6) Tiếp công dân; tiếp nhận, xử lý khiếu nại, tố cáo, kiến nghị, phản ánh gửi đến Ban Chỉ đạo Trung ương về phòng, chống tham nhũng, lãng phí, tiêu cực, Ban Chỉ đạo Cải cách tư pháp Trung ương và Ban Nội chính Trung ương theo quy định. 
(7) Hợp tác quốc tế về lĩnh vực nội chính, phòng, chống tham nhũng, lãng phí, tiêu cực và cải cách tư pháp theo quy định và phù hợp với chức năng, nhiệm vụ và thẩm quyền. 
(8) Thực hiện các nhiệm vụ khác do Bộ Chính trị, Ban Bí thư và Ban Chỉ đạo Trung ương về phòng, chống tham nhũng, lãng phí, tiêu cực, Ban Chỉ đạo Cải cách tư pháp Trung ương giao.